# Scaramuccia Trivulzio
Scaramuccia Trivulzio (ur. ok. 1465 w Mediolanie, zm. 3 sierpnia 1527 w Maguzzano) – włoski kardynał.

## Życiorys
Urodził się około 1465 roku, jako syn Gianferma Trivulziego i Margherity Valpergi. Studiował na Uniwersytecie Pawijskim, gdzie następnie został wykładowcą. Był także referendarzem Najwyższego Trybunału Sygnatury Apostolskiej i doradcą Ludwika XII. 14 kwietnia 1508 roku został wybrany biskupem Como. Sprzeciwiał się soborowi pizańskiemu i był asesorem w czasie V soboru laterańskiego. 1 lipca 1517 roku został kreowany kardynałem prezbiterem i otrzymał kościół tytularny San Ciriaco alle Terme Diocleziane. Rok później zrezygnował z zarządzania diecezją. W latach 1519–1525 był administratorem apostolskim Piacenzy, w 1527 – Vienne, a w okresie 1526–1527 pełnił rolę kamerlingiem Kolegium Kardynałów. Gdy Francuzi zostali wypędzeni z Italii, Franciszek II Sforza pozbawił kardynała beneficjów z Lombardii, a Hiszpanie odebrali mu dobra gdy Franciszek I Walezjusz został uwięziony w Pawii. Zmarł 3 sierpnia 1527 roku w Maguzzano.